# 1969 en Grèce
Chronologie de la Grèce
- 1965
- 1966
- 1967
- 1968
- 1969
- 1970
- 1971
- 1972
- 1973

Cette page concerne les évènements survenus en 1969 en Grèce  :

## Évènements
- 1967-1969 : Plaintes contre la Grèce dans l'Affaire grecque.
- Dictature des colonels (1967-1974)
- 16 avril : Capture des tueurs en série allemands Hermann Duft et Hans Wilhelm Bassenauer pour une série de crimes commis en début d'année 1969.
- 29 septembre-6 octobre : Festival du cinéma grec
- 8 décembre : Le Vol Olympic Airways 954 s'écrase sur une montagne à proximité de Keratéa.

## Sortie de film
- Boulevard de la trahison
- La Fille n°17
- Non

autre
- Sortie du film Z, de Costa-Gavras. C'est l'adaptation cinématographique du roman du même nom de Vassílis Vassilikós, écrit à la suite de l'assassinat du député grec Grigóris Lambrákis à Thessalonique en mai 1963.

## Sport
- 16-21 mai : Championnats d'Europe d'athlétisme à Athènes.
- 19-25 mai : Coupe de la Fédération 1969 à Athènes (tennis).
- Coupe de Grèce de football (1968-1969) (en)
- Coupe de Grèce de football (1969-1970) (en)
- Championnat de Grèce de football 1968-1969
- Championnat de Grèce de football 1969-1970

Création (sport)
- A.O. Zevgolateio F.C. (en)
- Anthoupoli Larissa F.C. (en)
- Diagoras Agia Paraskevi F.C. (en)
- Leonidio F.C. (en)
- P.A.O.K Kosmio F.C. (en)
- Panathinaikos Athènes, volley-ball féminin.
- Pandramaikos F.C. (en)

## Création
- Centre interorthodoxe de l'Église de Grèce (en)
- Maison de la radio (Athènes) (en)
- Musée archéologique de Brauron
- Musée archéologique de Chóra (en)
- Musée militaire de Lachanas (en)

## Naissance
- Ilías Atmatsídis, footballeur.
- Yórgos Dikeoulákos, joueur puis entraîneur de basket-ball.
- Iáson Fotílas, personnalité politique.
- Antigóni Góni, guitariste classique.
- Chrístos Karkamánis, footballeur.
- Andréas Katsaniótis, personnalité politique.
- Ekateríni Kóffa, athlète spécialiste des épreuves de sprint.
- Nikólaos Orfanós, personnalité politique.
- Chrístos Spírtzis, personnalité politique.
- Christóforos Zográfos, arbitre de football.

## Décès
- Ríta Abatzí, chanteuse.
- Théodora de Grèce, princesse de Grèce et de Danemark.
- Gustavo Durán, musicien, écrivain, militaire et diplomate.
- Jean-Henri Focas, astronome.
- Strátis Myrivílis, écrivain.
- Kharílaos Vasilákos, marathonien.